# 北海渡轮码头
苏丹阿都哈林渡轮码头，通称北海渡轮码头（Butterworth Ferry Terminal），是位于马来西亚槟城威省的一座渡轮码头。
北海渡轮码头座落在威省北海峇眼达南，是往返槟岛乔治市与威省北海的槟城渡轮服务停靠点，码头于1959年建成。渡轮码头毗邻槟城中环广场和北海火车站。渡轮乘客可以乘坐巴士或火车前往马来半岛各地。

## 历史
1894年，槟岛和威省两岸之间的首个跨海载客渡轮服务开始运作，是由航运业者柯孟淇兄弟经营。1924年，槟城港务局接手渡轮管理权。1925年，能运载乘客和汽车的渡轮服务开始投入运营，往返于槟岛海墘的义兴街码头（Church Street Pier）和对岸北海峇眼賴的密芝爾码头（Mitchell's Pier）。
苏丹阿都哈林渡轮码头的建造是为了取代密芝爾码头。新的北海渡轮码头是以时任邻州吉打州苏丹，即苏丹阿都哈林（Sultan Abdul Halim）命名。他曾两次当选为马来西亚最高元首，任期分别是在1970年至1975年和2011年至2016年期间。
1988年7月31日，北海渡轮码头因候船区过度拥挤而发生结构损坏，最终造成码头坍塌事故。此致命事故共造成32人丧生，1,700人受伤，最小死者只有6岁。之后北海渡轮码头重建。时任首相马哈迪·莫哈末在视察了灾难现场和住院的幸存者后曾遗憾表示“悲剧是无法预见的”（tragedy was not foreseen）。交通部长林良实成立了皇家调查委员会，并于1989年9月21日公布调查结果。
2017年8月，国家基建公司接管北海渡轮码头，并把槟城渡轮服务易名为“Rapid Ferry”。直至2021年，槟城港口私人有限公司（Penang  Port Sdn. Bhd.）接手渡轮管理权，但能够承载汽车的旧式双层渡轮也正式退役，而以双体船（catamaran）取代。
2023年8月，槟城渡轮复航，4艘新式渡轮正式投入运营。新渡轮可以承载150人及50辆摩哆车和脚车，航程耗时10分钟。

## 渡轮服务
截至2023年8月，共有4艘渡轮运营，船名皆以槟城特色港湾命名。渡轮服务往返于乔治市拉惹敦乌达渡轮码头和北海苏丹阿都哈林渡轮码头。

### 渡轮码头
| 地图                       | 位置   | 码头                                                       | 图片 |
| -------------------------- | ------ | ---------------------------------------------------------- | ---- |
| 乔治市渡轮码头北海渡轮码头 | 乔治市 | 拉惹敦乌达渡轮码头 （Raja Tun Uda Ferry Terminal）         |      |
| 乔治市渡轮码头北海渡轮码头 | 北海   | 苏丹阿都哈林渡轮码头 （Sultan Abdul Halim Ferry Terminal） |      |

### 渡轮
| 状态 | 上层甲板             | 船名                       | 启用年份 | 载重吨位 | IMO船舶识别号 |
| ---- | -------------------- | -------------------------- | -------- | -------- | ------------- |
| 运营 | 乘客、摩托车、自行车 | 直落巴巷号（Teluk Bahang） | 2023     | 150      | 9977610       |
| 运营 | 乘客、摩托车、自行车 | 直落杜蓉号（Teluk Duyung） | 2023     | 150      | 9977646       |
| 运营 | 乘客、摩托车、自行车 | 直落公巴号（Teluk Kumbar） | 2023     | 150      | 9977622       |
| 运营 | 乘客、摩托车、自行车 | 直落甘比号（Teluk Kampi）  | 2023     | 150      | 9977634       |